# Salto triplo da fermo
Il salto triplo da fermo è stata una specialità dell'atletica leggera, inclusa nei Giochi olimpici da Parigi 1900 a Saint Louis 1904. Si eseguiva con lo stesso principio del salto triplo, con la differenza che l'atleta doveva staccare da terra senza effettuare la rincorsa.

## Storia
Ray Ewry, detto "la rana umana", fu un tale specialista nei salti da fermo da risultare a tutt'oggi uno degli atleti più medagliati dell'intera storia dei Giochi olimpici.

## Medagliati ai Giochi olimpici
| Edizione         | Oro      | Argento       | Bronzo         |
| ---------------- | -------- | ------------- | -------------- |
| Parigi 1900      | Ray Ewry | Irving Baxter | Robert Garrett |
| Saint Louis 1904 | Ray Ewry | Charles King  | Joseph Stadler |